# スティーブン・ランドルフ
スティーブン・レシャルレス・ランドルフ（Stephen LeCharles Randolph , 1974年5月1日 - ）は、アメリカ合衆国の元プロ野球選手（投手）。

## 経歴

### プロ入り前
父がアメリカ空軍の軍人で、沖縄県中頭郡嘉手納町の嘉手納基地に所属していたため、同基地内の病院で出生。1歳まで沖縄で過ごし、その後一家でアメリカ本国に帰国した。　

### ヤンキース傘下時代
1995年、テキサス大学オースティン校からニューヨーク・ヤンキースにMLBドラフト18巡目で指名され契約。

### ダイヤモンドバックス時代
1998年、ルール5ドラフトでアリゾナ・ダイヤモンドバックスに移籍した。
2003年に開幕ロースター入りを果たしメジャー初昇格。同年は中継ぎでシーズン8勝を挙げた。同年オフにはダイヤモンドバックスと業務提携を締結していたNPBの北海道日本ハムファイターズがランドルフの獲得を目指したが、獲得は実現しなかった。翌2004年は2勝を挙げ、同年オフにも日本ハムが獲得を目指していると報じられたが、この時も入団はならなかった。
2005年からしばらくはマイナーリーグのチームを転々とした。

### アストロズ時代
2007年にヒューストン・アストロズでメジャー再昇格。しかし結果を残せず再びマイナー落ちとなった。

### 横浜時代
カンザスシティ・ロイヤルズ傘下の3Aオマハに在籍していた2009年7月、横浜ベイスターズと契約し来日した。背番号は68。なお、2007年に公表された「ミッチェル・レポート」において、薬物を使用した疑いのある選手としてランドルフがリスト入りしている。横浜のチーム運営統括を務める村上忠則は「本人は否定しているし、メディカルチェックでも問題なかった。ドーピング検査で引っかかった場合には契約を解除できる条項もある」とコメントしている。
二軍の対フューチャーズ戦での登板を経て、8月16日に一軍に合流。同日の対広島東洋カープ17回戦（横浜スタジアム）で来日初先発し、7回途中まで12奪三振の好投を見せたが、中継ぎ陣が打たれ敗戦投手となった。この試合の2回裏には外国人投手としては史上初の初登板初打席初本塁打を記録している。9月5日の対中日ドラゴンズ19回戦（ハードオフ新潟）では本来ランドルフが先発予定だったが、先発投手のメンバー表にマネージャーが誤ってライアン・グリンの名を書くトラブルが発生。投手は1人の打者との対戦を完了するまでは交代できないため、グリンが1アウトを取った後登板し、残る8回2/3を15奪三振で無失点に抑え勝利投手となった。1試合15奪三振は外国人選手としての最多タイ記録（2014年4月9日クリス・セドンが記録）、リリーフ登板した投手としては最多記録で、球団史上でも遠藤一彦と並んで最多タイ、セ・リーグ記録にもあと1に迫るものだった。また、リリーフの毎回奪三振は史上初であった。その後も先発ローテーションの柱として好投を続け、最終登板となった10月2日の対読売ジャイアンツ戦では正真正銘の完封勝利を達成した。最終的に8試合に登板して5勝2敗、防御率1.96の好成績を収めた。契約条項に日本の他球団とは契約できないというオプションがあり、2010年1月18日に球団から年俸5000万円＋出来高で契約を更新したことが発表された。

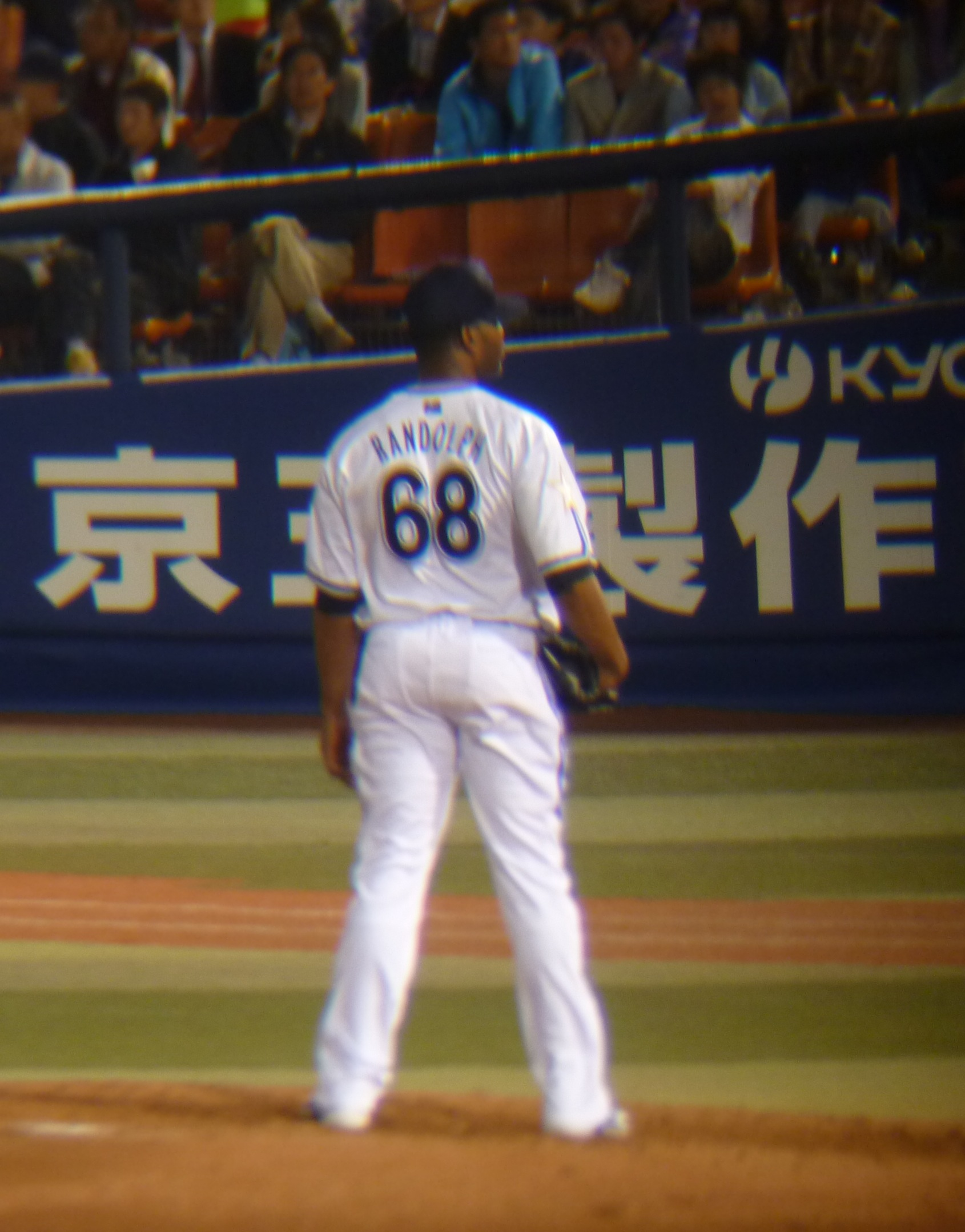
横浜ベイスターズ時代
(2010年5月3日)

2010年、三浦大輔のオープン戦での不調を受け、3月26日の対阪神タイガース戦（京セラドーム大阪）で開幕投手を務めた。外国人による開幕投手は大洋ホエールズ時代を含めて球団史上初だったが、敗戦投手となった。その後も勝てない試合が続き、5月15日の対埼玉西武ライオンズ戦で左脇腹を痛めて二軍落ちした。6月24日の対中日戦（ナゴヤドーム）で6回1失点でシーズン初勝利を挙げたものの、不調のため8月5日に再び二軍に降格した。その後再昇格はなく2勝9敗・防御率4.25の成績に終わり、シーズン終了後に戦力外となった。
2011年は無所属の状態だったが、東日本大震災の影響で帰国し再来日の目処が立たないブレント・リーチに代わる外国人を探していた古巣・横浜の入団テストを受験。4月25日に球団から合格・再獲得が発表され、5月24日に入団会見が行われた。背番号は空き番になっていた68を再び着用。しかし二軍での結果が芳しくなかったことから、獲得からわずか2ヶ月後の6月28日に解雇された。河本明取締役は「一軍レベルではないと判断した」と理由を説明した。

## 選手としての特徴
189cmの長身から放たれる140km/h台後半のキレのある直球に、スライダー、チェンジアップのコンビネーションが武器。奪三振が多い反面、四球も非常に多く、メジャーでの与四球率が7.9であった。日本では中日ドラゴンズとの相性が良く、NPBで挙げた7勝のうち5勝が中日からの勝ち星であった。

## 詳細情報

### 年度別投手成績
| 年 度    | 球 団    | 登 板 | 先 発 | 完 投 | 完 封 | 無 四 球 | 勝 利 | 敗 戦 | セ 丨 ブ | ホ 丨 ル ド | 勝 率 | 打 者 | 投 球 回 | 被 安 打 | 被 本 塁 打 | 与 四 球 | 敬 遠 | 与 死 球 | 奪 三 振 | 暴 投 | ボ 丨 ク | 失 点 | 自 責 点 | 防 御 率 | W H I P |
| -------- | -------- | ----- | ----- | ----- | ----- | -------- | ----- | ----- | -------- | ----------- | ----- | ----- | -------- | -------- | ----------- | -------- | ----- | -------- | -------- | ----- | -------- | ----- | -------- | -------- | ------- |
| 2003     | ARI      | 50    | 0     | 0     | 0     | 0        | 8     | 1     | 0        | 2           | .889  | 271   | 60.0     | 50       | 7           | 43       | 3     | 2        | 50       | 4     | 2        | 28    | 27       | 4.05     | 1.55    |
| 2004     | ARI      | 45    | 6     | 0     | 0     | 0        | 2     | 5     | 0        | 2           | .286  | 393   | 81.2     | 73       | 11          | 76       | 2     | 1        | 62       | 3     | 0        | 56    | 50       | 5.51     | 1.82    |
| 2007     | HOU      | 14    | 0     | 0     | 0     | 0        | 0     | 1     | 0        | 0           | .000  | 78    | 13.1     | 21       | 4           | 17       | 2     | 1        | 22       | 2     | 0        | 19    | 18       | 12.15    | 2.85    |
| 2009     | 横浜     | 8     | 7     | 1     | 1     | 0        | 5     | 2     | 0        | 0           | .714  | 232   | 55.0     | 33       | 2           | 34       | 0     | 4        | 59       | 0     | 1        | 12    | 12       | 1.96     | 1.22    |
| 2010     | 横浜     | 16    | 16    | 0     | 0     | 0        | 2     | 9     | 0        | 0           | .182  | 391   | 91.0     | 77       | 9           | 52       | 1     | 3        | 83       | 4     | 1        | 46    | 43       | 4.25     | 1.42    |
| MLB：3年 | MLB：3年 | 109   | 6     | 0     | 0     | 0        | 10    | 7     | 0        | 4           | .588  | 742   | 155.0    | 144      | 22          | 136      | 7     | 4        | 134      | 9     | 2        | 103   | 95       | 5.52     | 1.81    |
| NPB：2年 | NPB：2年 | 24    | 23    | 1     | 1     | 0        | 7     | 11    | 0        | 0           | .389  | 623   | 146.0    | 110      | 11          | 86       | 1     | 7        | 142      | 4     | 2        | 58    | 55       | 3.39     | 1.34    |

### 記録
NPB
投手記録
- 初登板・初先発：2009年8月16日、対広島東洋カープ17回戦（横浜スタジアム）、6回1/3を3失点12奪三振で敗戦投手
- 初奪三振：同上、1回表に赤松真人から空振り三振
- 初勝利・初先発勝利：2009年8月28日、対広島東洋カープ18回戦（横浜スタジアム）、6回1失点
- 初完投・初完投勝利・初完封勝利：2009年10月2日、対読売ジャイアンツ24回戦（東京ドーム）

打撃記録
- 初打席・初安打・初本塁打・初打点：2009年8月16日、対広島東洋カープ17回戦（横浜スタジアム）、2回裏に小松剛から左中間ソロ ※史上50人目の初打席本塁打、投手では6人目

その他の記録
- 救援投手の毎回奪三振：2009年9月5日、対中日ドラゴンズ19回戦（HARD OFF ECOスタジアム新潟）※史上初
- 救援投手の最多奪三振：同上 - 15奪三振
- 外国人投手の1試合最多奪三振：同上 - 15奪三振
- 外国人投手の毎回奪三振：同上 - 過去に4人
- 1試合の奪三振数の球団最多タイ：同上 - 15奪三振（遠藤一彦とタイ）

### 背番号
- 54 （2003年 - 同年途中）
- 34 （2003年途中 - 2004年）
- 63 （2007年）
- 68 （2009年 - 2010年、2011年途中 - 同年途中）